# Woltersdorf (Lauenburg)
Woltersdorf ist eine Gemeinde im Kreis Herzogtum Lauenburg in Schleswig-Holstein. Waldsiedlung liegt im Gemeindegebiet.

## Geschichte
Woltersdorf war Besitz der Hansestadt Lübeck. Durch den Vergleich von 1747 in Hannover fiel der Ort an das Herzogtum Lauenburg.

## Politik

### Gemeindevertretung
Bei der Kommunalwahl 2023 errang die Wählergemeinschaft Woltersdorf erneut alle neun Sitze in der Gemeindevertretung. Die Wahlbeteiligung betrug 54,5 Prozent.

### Wappen
Blasonierung: „Von Blau und Grün durch einen aus vier goldenen Ähren gebildeten Balken schräglinks geteilt. Oben ein silbernes Eichenblatt mit nach unten weisender Blattspitze, unten ein natürlich tingierter, links gewendeter Storch.“

## Sehenswürdigkeiten
In der Liste der Kulturdenkmale in Woltersdorf (Lauenburg) stehen die in der Denkmalliste des Landes Schleswig-Holstein eingetragenen Kulturdenkmale.

## Wirtschaft und Infrastruktur

### Verkehr
Durch die Gemeinde führt die Alte Salzstraße und am Ostrand verläuft der Elbe-Lübeck-Kanal. Es besteht eine Busverbindung im Rahmen des Hamburger Verkehrsverbunds nach Mölln bzw. Büchen. Die nächste Autobahnanschlussstelle befindet sich etwa drei Kilometer südlich von Woltersdorf in Hornbek an der Bundesautobahn 24.
Der nächste Bahnhof befindet sich in Mölln an der Bahnstrecke Lübeck–Lüneburg, die am Elbe-Lübeck-Kanal auch über das Gemeindegebiet von Woltersdorf führt.
Der nächste Verkehrsflughafen ist der Flughafen Lübeck-Blankensee.

### Wirtschaft
Östlich des Ortes befindet sich ein Kiestagebau.